# Пано Ангелов
Пано Ангелов Апостолов, известен и като Карабаджаков, с псевдоним Пиер, е български революционер, деец на Вътрешната македоно-одринска революционна организация.

## Биография
Пано Ангелов е роден на 2 февруари 1879 година в софлийското село Башклисе, тогава в Османската империя. Произхожда от рода Карите, изселници от Чирпанско и основатели на Башкьой (Башклисе). Прадядо му Ангел е прочут пехливанин, а неговият син Апостол е четник в четата на Ангел войвода и загива край Софлу.
След създаването на Източна Румелия Пано Ангелов и семейството му се преместват в хасковското село Брод. След завършване на основното си образование в Брод учи и завършва Казанлъшкото педагогическо училище.
През 1902 година Пано Ангелов спира да преподава и в Бургас се свързва с Михаил Герджиков, Лазар Маджаров, Георги Кондолов, Левтер Мечев, Никола Равашола, Киро Узунов и други дейци на ВМОРО. През 1902 година е изпратен в Малкотърновския революционен район с чета, която посещава селата Кладара, Граматиково и Камилите.
В началото на 1903 година е избран за участъков войвода на Сърмашик, Гьоктепе, Стоилово, Калово, Заберново, Моряне, Чеглаик и Конак. Обикаля селата на Странджа, сформира смъртни дружини, събира средства и набавя оръжие. Проявява забележителни организационни качества.
На 20 март четата на Пано Ангелов и четниците му Никола Равашола, Георги Мутафов, Атанас Вълканов и Петко Пухов се намира в Сърмашик, в къщата на Балю Тодоров и се опитва да получи пари от чорбаджията Евтим Градев. Четата е предадена и в започналото сражение загиват войводата и Никола Равашола.
Смъртта им е възпята от Яни Попов в странджанския революционен химн „Ясен месец“. Погребани са в старото гробище на Малко Търново, като погребението им става голяма протестна проява.
През 1997 година по повод 100-годишнината на тракийската организация и 94 години от подвига на героите от сърмашишката афера, в местността Диманова поляна (Бръшлянско землище), там където е смъртоносно прострелян войводата Пано Ангелов, е издигната паметна плоча.